# Penny Lane (zespół muzyczny)
Penny Lane – polska grupa muzyczna wykonująca rock. Powstała w 2004 roku w Mysłowicach z inicjatywy Bartka Słatyńskiego, Mietalla Walusia, Adriana "Afgana" Gąsiora oraz Wojciecha Kuderskiego. Nazwa zespołu nawiązuje do tytułu utworu The Beatles – "Penny Lane".
Debiutancki album formacji zatytułowany Penny Lane ukazał się 26 lutego 2006 roku nakładem EMI Music Poland. W ramach promocji do utworu "Tak jak ja" został zrealizowany teledysk. Zdjęcia do obrazu wykonali Rafał Cieślik i Krzysiek Brzezowski. Druga płyta zespołu pt. Spacer po linie została wydana 19 listopada 2010 roku przez firmę QL Music.
W 2011 roku Mietall Waluś opuścił grupę.

## Muzycy
- Bartosz Słatyński – gitara, śpiew
- Mietall Waluś – gitara basowa, gitara elektryczna, śpiew (2004–2011)
- Adrian "Afgan" Gąsior – gitara basowa, gitara elektryczna
- Wojciech Kuderski – perkusja, śpiew

## Dyskografia
- Penny Lane (26 lutego 2006)
- Spacer po linie (19 listopada 2010)